# 铁锁关镇
铁锁关镇，是中华人民共和国陕西省汉中市宁强县下辖的一个乡镇级行政单位。

## 行政区划
铁锁关镇下辖以下地区：
铁锁关社区、周家坝村、周家坎村、刘家坝村、河口村、铁锁关村、小沟村、河湾村、熊家沟村、大树垭村、朱家坝村、马家山村、坪溪河村、兰家沟村和夏家河村。